# Seattle Seahawks 1982
La stagione 1982 dei Seattle Seahawks è stata la settima della franchigia nella National Football League.  Il capo-allenatore Jack Patera fu licenziato dopo le prime due partite della stagione, che furono seguite da uno sciopero dei giocatori durato 57 giorni. Mike McCormack allenò i Seahawks dopo lo sciopero nelle ultime 7 gare della stagione, accorciata a 9 partite. Quell'anno non ci furono classifiche di division e venne temporaneamente ampliato il numero di squadre qualificate per i playoff.

## Scelte nel Draft 1982
| Giro/Scelta | Giocatore       | Ruolo            | College      |
| ----------- | --------------- | ---------------- | ------------ |
| 1/6         | Jeff Bryant     | Defensive end    | Clemson      |
| 2/33        | Bruce Scholtz   | Linebacker       | Texas        |
| 3/75        | Pete Metzelaars | Tight end        | Wabash       |
| 6/144       | Jack Campbell   | Offensive tackle | Utah         |
| 7/174       | Eugene Williams | Defensive back   | Tulsa        |
| 8/201       | Chester Cooper  | Wide receiver    | Minnesota    |
| 9/228       | David Jefferson | Linebacker       | Miami (FL)   |
| 10/258      | Craig Austin    | Linebacker       | South Dakota |
| 11/284      | Sam Clancy      | Defensive End    | Pittsburgh   |
| 12/311      | Frank Naylor    | Centro           | Rutgers      |

## Staff
Fonte:

## Roster
| Roster dei Seattle Seahawks nel 1982 |
| --- |
| Quarterback - 17 Dave Krieg - 10 Jim Zorn Running Back - 30 Theotis Brown - 33 Dan Doornink FB - 46 David Hughes - 32 Horace Ivory - 47 Sherman Smith Wide Receiver - 87 Roger Carr - 85 Paul Johns PR - 80 Steve Largent - 89 Byron Walker Tight End - 88 Pete Metzelaars - 81 John Sawyer - 86 Mike Tice Offensive Linemen - 76 Steve August T - 65 Edwin Bailey G - 71 Jack Campbell T - 66 Bill Dugan G - 64 Ron Essink T - 62 Kani Kauahi C - 54 Art Kuehn C - 61 Robert Pratt G - 51 John Yarno C Defensive Linemen - 63 Fred Anderson DE/DT - 82 Mark Bell DE - 68 Dennis Boyd DT - 77 Jeff Bryant DE - 78 David Graham DT/NT - 79 Jacob Green DE - 75 Robert Hardy DT - 72 Joe Nash NT - 74 Manu Tuiasosopo DT - 70 Mike White DT Linebacker - 53 Keith Butler - 50 Brian Flones - 55 Michael Jackson - 57 Shelton Robinson - 58 Bruce Scholtz - 59 Rodell Thomas - 54 Eugene Williams Defensive Back - 22 Dave Brown CB - 25 Don Dufek - 45 Kenny Easley S - 44 John Harris S - 27 Gregg Johnson - 26 Kerry Justin CB - 48 Ken McAlister - 42 Keith Simpson CB Special Team - 9 Norm Johnson K - 37 Eric Lane KR - 8 Jeff West P Lista delle riserve - 84 Sam Clancy DE (IR) - 56 Greg Gaines LB (IR) - 52 Joe Norman LB (IR) 51 attivi, 0 inattivi, 0 nella squadra di allenamento |
| Legenda - I rookie sono in corsivo. - Il primo ruolo è il principale mentre gli eventuali successivi indicano i ruoli secondari. - (IR) sta per Injured Reserve ed indica la lista ristretta per un solo giocatore infortunato che può tornare ad allenarsi dopo la settimana 6 e a rientrare in prima squadra dopo che questa ha giocato 8 partite. - (NF-Inj.) / (NF-Ill.) stanno rispettivamente per Non-Football Injured e Non-Football Illness ed indicano le liste dove viene inserito un giocatore che ha un infortunio o una malattia non dipendente dal football americano. - (PUP) sta per Physically Unable to Perform ed indica la lista dove viene inserito un giocatore mentre è in attesa di recuperare la condizione fisica. Nella stagione regolare dopo la sesta partita giocata dalla propria squadra, il giocatore ha tempo tre settimane per riprendere ad allenarsi, più tre settimane aggiuntive dal suo rientro agli allenamenti per rientrare in prima squadra. |

## Calendario
| Turno | Data                                     | Avversario                               | Risultato                                | Stadio                                   | Record                                   | Pubblico                                 |                                          |                                          |                                          |
| 1     | 12/9/1982                                | Cleveland Browns                         | S 7-21                                   | Kingdome                                 | 0-1                                      | 55.907                                   |                                          |                                          |                                          |
| 2     | 19/9/1982                                | @ Houston Oilers                         | S 21-23                                  | The Astrodome                            | 0-2                                      | 43.117                                   |                                          |                                          |                                          |
| 3-10  | Cancellate per lo sciopero dei giocatori | Cancellate per lo sciopero dei giocatori | Cancellate per lo sciopero dei giocatori | Cancellate per lo sciopero dei giocatori | Cancellate per lo sciopero dei giocatori | Cancellate per lo sciopero dei giocatori | Cancellate per lo sciopero dei giocatori | Cancellate per lo sciopero dei giocatori | Cancellate per lo sciopero dei giocatori |
| 11    | 21/11/1982                               | @ Denver Broncos                         | V 17-10                                  | Mile High Stadium                        | 1-2                                      | 73.996                                   |                                          |                                          |                                          |
| 12    | 28/11/1982                               | Pittsburgh Steelers                      | V 16-0                                   | Kingdome                                 | 2-2                                      | 55.553                                   |                                          |                                          |                                          |
| 13    | 5/12/1982                                | @ Los Angeles Raiders                    | S 23-28                                  | Los Angeles Memorial Coliseum            | 2-3                                      | 42.170                                   |                                          |                                          |                                          |
| 14    | 12/12/1982                               | Chicago Bears                            | V 20-14                                  | Kingdome                                 | 3-3                                      | 52.826                                   |                                          |                                          |                                          |
| 15    | 19/12/1982                               | New England Patriots                     | S 0-16                                   | Kingdome                                 | 3-4                                      | 53.457                                   |                                          |                                          |                                          |
| 16    | 26/12/1982                               | @ Cincinnati Bengals                     | S 10-24                                  | Riverfront Stadium                       | 3-5                                      | 55.330                                   |                                          |                                          |                                          |
| 17    | 2/1/1983                                 | Denver Broncos                           | V 13-11                                  | Kingdome                                 | 4-5                                      | 43.145                                   |                                          |                                          |                                          |

## Classifiche
| AFC West               | AFC West | AFC West | AFC West | AFC West | AFC West | AFC West | AFC West | AFC West | AFC West |
|                        | V        | S        | P        | %        | DIV      | CONF     | PF       | PF       | Str.     |
| ---------------------- | -------- | -------- | -------- | -------- | -------- | -------- | -------- | -------- | -------- |
| Los Angeles Raiders(1) | 8        | 1        | 0        | .889     | 5–0      | 5–1      | 260      | 200      | V5       |
| San Diego Chargers(5)  | 6        | 3        | 0        | .667     | 2–3      | 5–3      | 288      | 221      | S1       |
| Seattle Seahawks       | 4        | 5        | 0        | .444     | 2–1      | 3–5      | 127      | 147      | V1       |
| Kansas City Chiefs     | 3        | 6        | 0        | .333     | 2–1      | 3–3      | 176      | 184      | V1       |
| Denver Broncos         | 2        | 7        | 0        | .222     | 0–6      | 0–6      | 148      | 226      | S3       |

| Los Angeles Raiders(1)  | 8 | 1 | 0 | .889 | 260 | 200 | V5 |
| Miami Dolphins(2)       | 7 | 2 | 0 | .778 | 198 | 131 | V3 |
| Cincinnati Bengals(3)   | 7 | 2 | 0 | .778 | 232 | 177 | V2 |
| Pittsburgh Steelers(4)  | 6 | 3 | 0 | .667 | 204 | 146 | V2 |
| San Diego Chargers(5)   | 6 | 3 | 0 | .667 | 288 | 221 | S1 |
| New York Jets(6)        | 6 | 3 | 0 | .667 | 245 | 166 | S1 |
| New England Patriots(7) | 5 | 4 | 0 | .556 | 143 | 157 | V1 |
| Cleveland Browns(8)     | 4 | 5 | 0 | .444 | 140 | 182 | S1 |
| Buffalo Bills           | 4 | 5 | 0 | .444 | 150 | 154 | S3 |
| Seattle Seahawks        | 4 | 5 | 0 | .444 | 127 | 147 | V1 |
| Kansas City Chiefs      | 3 | 6 | 0 | .333 | 176 | 184 | V1 |
| Denver Broncos          | 2 | 7 | 0 | .222 | 148 | 226 | S3 |
| Houston Oilers          | 1 | 8 | 0 | .111 | 136 | 245 | S7 |
| Baltimore Colts         | 0 | 8 | 1 | .056 | 113 | 236 | S2 |

## Leader della squadra
| Leader della squadra   |                          |       |
| Categoria              | Giocatore                | N.    |
| Yard passate           | Jim Zorn                 | 1.540 |
| Touchdown passati      | Jim Zorn                 | 7     |
| Yard corse             | Sherman Smith            | 202   |
| Touchdown su corsa     | Theotis Brown            | 2     |
| Ricezioni              | Steve Largent            | 34    |
| Yard ricevute          | Steve Largent            | 493   |
| Touchdown su ricezione | Steve Largent            | 3     |
| Sack                   | Jeff Bryant Jacob Green  | 3,0   |
| Intercetti             | Kenny Easley John Harris | 4     |